# Bataille de Hanover Court House
Guerre de Sécession
Batailles
Campagne de la Péninsule
- Hampton Roads
- Yorktown
- Williamsburg
- Eltham's Landing
- Drewry's Bluff
- Hanover Court House
- Seven Pines
- Sept Jours
  - Oak Grove
  - Beaver Dam Creek
  - Gaines's Mill
  - Garnett's & Golding's Farm
  - Savage's Station
  - White Oak Swamp
  - Glendale
  - Malvern Hill

La bataille de Hanover Court House, aussi appelée  bataille de Slash Church, s'est déroulée le 27 mai 1862, dans le comté de Hanover, Virginie, lors de la campagne de la Péninsule de la guerre de Sécession.
Le 27 mai 1862, des éléments du V corps du brigadier général Fitz John Porter s'étendent au nord pour protéger le flanc droit de l'armée du Potomac du major général George B. McClellan. L'objectif de Porter est de faire face à une force confédérée près de Hanover Court House, qui menace la voie d'approche des renforts de l'Union qui marchent vers le sud à partir de Fredericksburg. La petite force confédérée, sous les ordres du colonel Lawrence O'Bryan Branch, est défaite à Peake's Crossing après un combat confus. La victoire de l'Union est controversée, néanmoins, les renforts de l'Union sont rappelés de Fredericksburg dès qu'est connue la nouvelle de la déroute du major général Nathaniel P. Banks dans la vallée de Shenandoah à la première bataille de Winchester.

## Contexte
Le général confédéré Joseph E. Johnston retire son armée de 60 000 hommes de la péninsule de Virginie alors que l'armée de McClellan le poursuit et approche de la capitale confédérée Richmond. La ligne défensive de Johnston commence au fleuve James à Drewry's Bluff, lieu de la récente victoire navale confédérée, et s'étend, dans le sens inverse d'une montre, de façon que le centre et la gauche soir derrière la rivière Chickahominy, une barrière naturelle au printemps lorsqu'elle transforme les vastes plaines à l'est de Richmond en marais. Les hommes de Jonhston brûlent la plupart des ponts sur la Chickahominy et implante de solides positions défensives au nord et à l'est de la ville. McClellan positionne son armée de 105 000 hommes pour se concentrer sur le secteur nord est, pour deux raisons. En premier, la rivière Pamunkey, qui coule grossièrement parallèlement à la Chickahominy, offre une ligne de communication qui peut permettre à McClellan de tourner le flanc gauche de Johnston. Deuxièmement, McClellan anticipe l'arrivée du I corps du major général Irwin McDowell, prévue de marcher en direction du sud à partir de Fredericksburg pour renforcer son armée, ce qui nécessite de protéger sa voie d'accès.

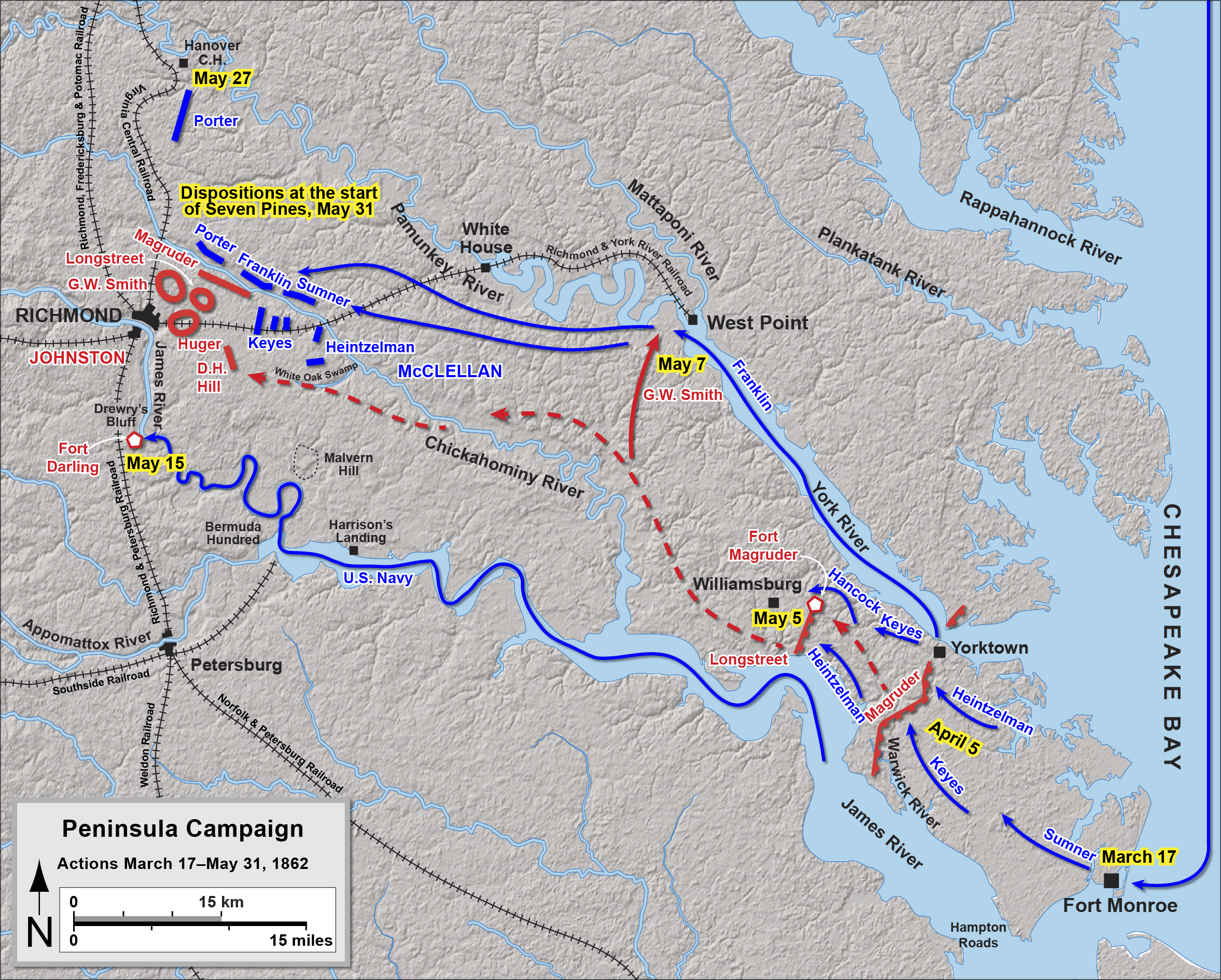
Campagne de la Péninsule, carte des événements précédents la bataille de Seven Pines.

L'armée du Potomac pousse lentement en amont du Pamunkey, mettant en place des bases de ravitaillement à Eltham's Landing et White House Landing. White House, la plantation de W.H.F. "Rooney" Lee, le fils du général Robert E. Lee, devient la base d'opérations de McClellan. En utilisant le Richmond and York River Railroad, McClellan peut acheminer son artillerie lourde de siège jusqu'à la périphérie de Richmond. Il se déplace lentement et posément, réagissant aux renseignements erronés qui lui font croire que les confédérés sont en supériorité numérique significative. À la fin de mai, l'armée a construit des ponts au-dessus de la Chickahominy et fait face à Richmond, enjambant la rivière, avec un tiers de l'armée au sud de la rivière et les deux autres tiers au nord. Cette disposition, qui rend difficile pour une partie de l'armée de venir renforcer l'autre partie rapidement, se révélera être un problème important pour la future bataille de Seven Pines.
Pendant que des escarmouches surviennent sur l'ensemble de la ligne de partage entre les armées, McClellan entend une rumeur d'un civil virginien qu'une force confédérée de 17 000 hommes se dirige vers Hanover Court House, au nord de Mechanicsville. Si cela s'avère, le flanc droit de l'armée serait menacé et cela compliquerait l'arrivée des renforts de McDowell. Une reconnaissance de la cavalerie de l'Union ré-estime la force de l'ennemi à 6 000, mais cela reste une source de préoccupation. McClellan ordonne à son ami proche, le major général Fitz John Porter, commandant du V corps nouvellement créé de s'occuper de la menace.
Porter commence sa mission à 4 heures du matin le 27 mai 1862 avec sa 1st division, commandée par le brigadier général George W. Morell, la 3rd brigade du brigadier général George Sykes de la 2nd division, commandé par le colonel Gouverneur K. Warren, et une brigade mixte de cavalerie et d'artillerie commandée par le brigadier général William H. Emory, le tout formant une force de 12 000 hommes. La force confédérée, qui se compose réellement de 4 000 hommes, est commandée par le colonel Col. Lawrence O'Bryan Branch, et comprend les 18th, 28th, et 37th North Carolina Infantry regiments, et le 45th Georgia Infantry. Ils sont partis de Gordonsville pour garder le Virginia Central Railroad, prenant position à Peake's Crossing, à 6,4 kilomètres (4 miles) au sud-ouest du palais de justice, près de Slash Church. Une autre brigade confédérée est stationnée à 16 kilomètres (10 miles) au nord de Hanover Junction.

## Bataille

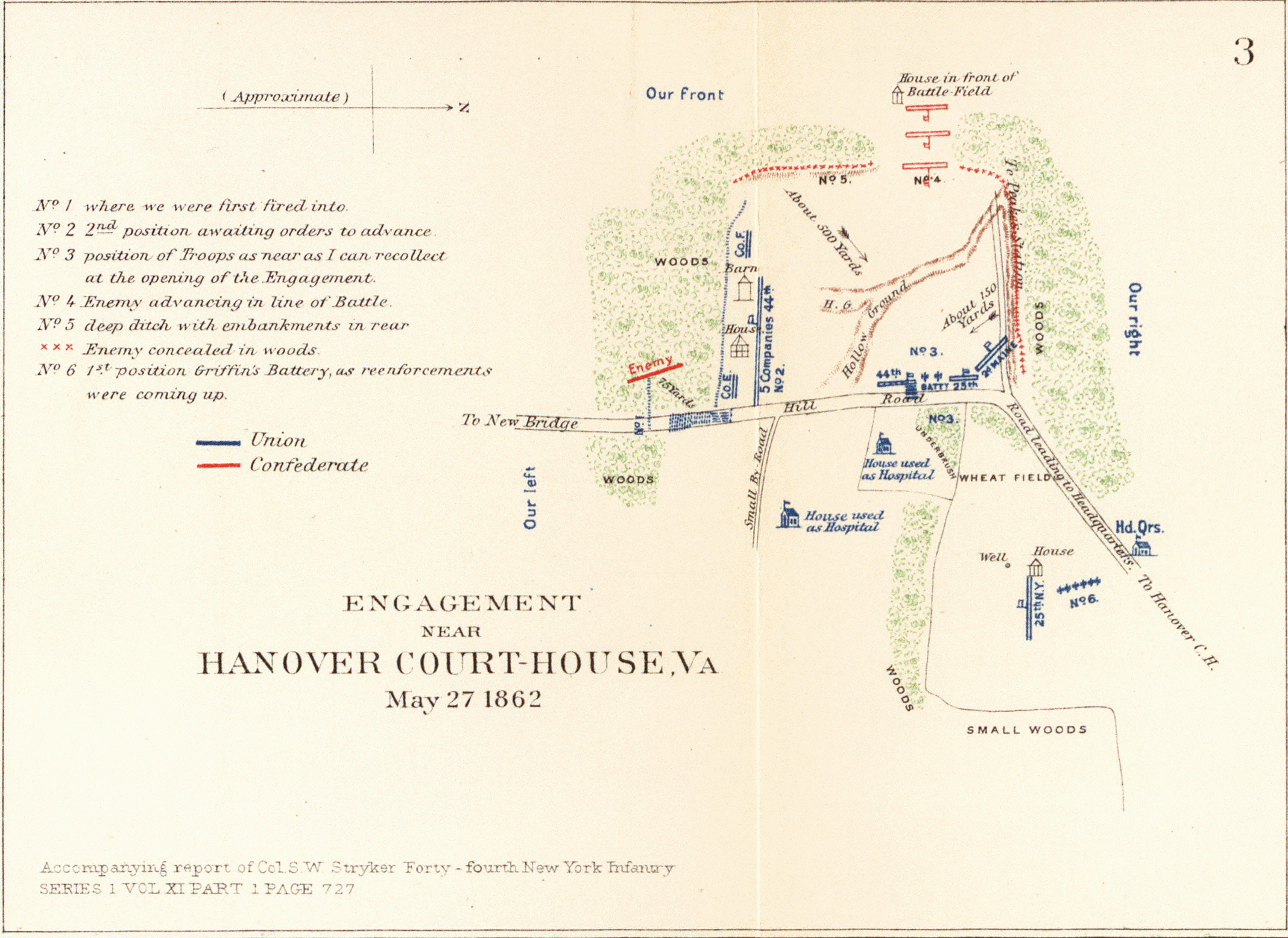
Engagement près de Hanover Court-House, Virginie.

Les hommes de Porter approchent de Peake's Crossing sous une pluie battante. Vers midi, le 27 mai 1862, ses éléments de tête, le 25th New York Infantry, rencontrent le 28th North Carolina du colonel James H. Lane lors d'une patrouille de reconnaissance de la ferme du Dr. Thomas H. Kinney. Les New-yorkais, avec le 1st U.S. Sharpshooters, mènent une escarmouche contre des confédérés jusqu'à l'arrivée du corps principal du Porter, repoussant les rebelles surpassés en nombre sur la route en direction du palais de justice. Porter engage une poursuite avec la plupart de ses forces, laissant trois régiments (le 2nd Maine, le 44th New York, et le 25th New York éreinté), sous le commandement du brigadier général John H. Martindale, pour garder l'intersection des routes de New Bridge et de Hanover Court House, à 1,6 kilomètre à l'ouest de la ferme de Kinney. Ce mouvement expose l'arrière du dispositif de Porter à une attaque par l'essentiel de la force de Branch, que Porter présume, à tort, être à Hanover Court House.

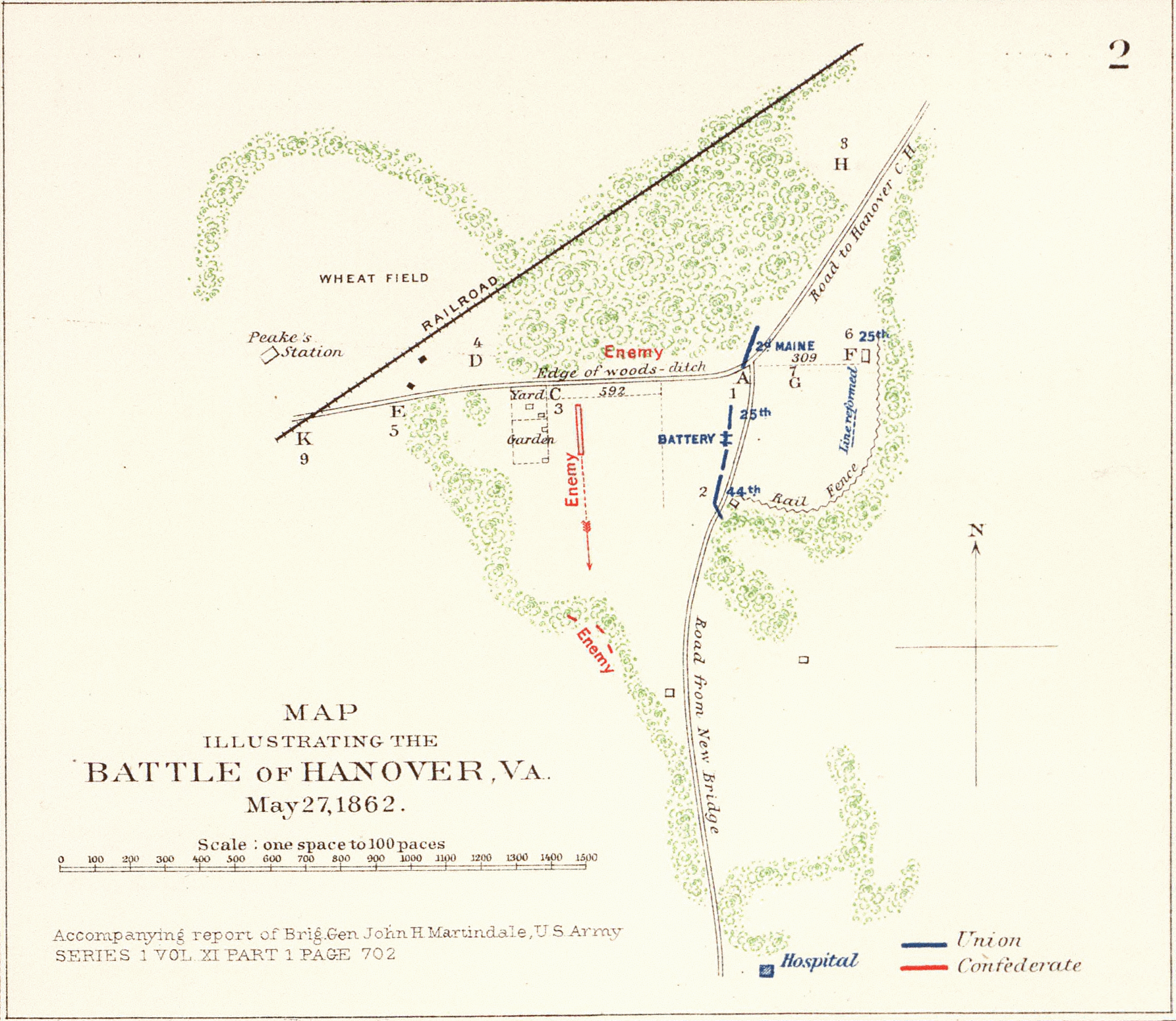
Croquis de la reconnaissance du 24 mai 1862 (par) RH Rush, colonel des Lancers.

Branch fait aussi une mauvaise estimation, - que la force de Porter est significativement plus petite qu'elle ne l'est en réalité, - et attaque. Le colonel Charles C. Lee mène sur propre régiment, le 37th North Carolina, avec le 18th North Carolina et deux canons de la batterie de Latham. Un premier assaut par le 18th North Carolina est repoussé, mais que le 37th North Carolia se joint à l'assaut, la force de Martindale est quasiment détruite par un feu nourri. Le 44th New York subit 25 % de pertes et son drapeau est perforé par 44 impacts de balles.
Quand des messagers atteignent Porter avec des nouvelles des combats, il envoie rapidement le 9th Massachusetts Regiment et le 62nd Pennsylvania Regiment vers la ferme de Kinney. La ligne confédérée se brise sous le poids de milliers d'hommes qui arrivent et retraite par Peake's Crossing ves Ashland.

## Conséquences
Le général McClellan clame que Hanover Court House est une autre « glorieuse victoire sur des forces supérieures en nombre » et juge que c'est « l'une des plus belles choses de la guerre ». Cependant, la réalité du résultat est que la supériorité numérique de l'Union a remporté la journée lors d'un combat désorganisé caractérisé par des méprises dans les deux camps. Le flanc droit de l'armée de l'Union reste sure, bien que techniquement les confédérés à Peake's Crossing n'ont pas l'intention de le menacer. Et le corps de McDowel n'a pas besoin d'avoir le chemin libre puisqu'il n'arrivera jamais - la défaire des forces de l'Union lors la Première bataille de Winchester par Stonewall Jackson dans le vallée de Shenandoah provoque le rappel de McDowell vers Fredericksburg par l'administration de Lincoln. Les estimations des pertes de l'Union varient de 355 (62 tués, 233 blessés, 70 prisonniers) à 397. Les confédérés laissent 200 tués et blessés sur le champ de bataille et 730 sont capturés par la cavalerie de Porter.
Plus que l'impact des pertes réelles, selon l'historien Stephen W. Sears, est l'effet sur l'état de préparation de McClellan pour la prochaine bataille majeure, à Seven Pines et Fair Oaks quatre jours plus tard. En l'absence de Porter, McClellan répugne à déplacer plus de troupes vers le sud de la Chickahominy, faisant de son flanc gauche une cible plus attractive pour Johnston.